# Opelika
Opelika è un comune degli Stati Uniti d'America situato nella contea di Lee dello Stato dell'Alabama.